# Tiszaeszlári vérvád
A tiszaeszlári vérvád vagy egyszerűen tiszaeszlári per az 1882–1883 között Tiszaeszláron, majd Nyíregyházán lezajlott per és az ahhoz kapcsolódó politikai és közéleti viták összefoglaló neve. A vérvád, amelyben a tiszaeszlári zsidókat egy keresztény lány, Solymosi Eszter rituális meggyilkolásával gyanúsították meg, rövidesen a magyar politikai erők összecsapásának terepévé vált, Európa-szerte nagy figyelmet kapott, és nagy hatással volt a magyarországi antiszemitizmus későbbi alakulására.
A vérvád kifejezés a történelem során szokásossá vált elnevezése a zsidók ellen emelt afféle vádaknak, hogy keresztény gyermekeket gyilkolnak meg és vérüket rituális célokra, különösen a húsvéti (pészah) kovásztalan kenyér (mácah vagy macesz) sütéséhez használják fel.
Az 1882-ben a falubeli zsidók és számos társuk ellen megindult eljárás, majd az 1883-ban lezajlott, a koncepciós perek vonásait magán viselő per – amelyben Eötvös Károly és védőtársai vállalták magukra a megvádolt, zsidó vallású személyek védelmét – végül a vádlottak felmentésével végződött.

## A vád eredete
1882. április 1-jén délben Solymosi Eszter, egy fiatal 14 éves keresztény, kálvinista felekezetű szolgálólány, akit gazdasszonya, Huri Andrásné festékért küldött a falusi boltba, hazafelé menet eltűnt. Aznap volt a pészahot megelőző szombat (Sabbat Hagadol) ünnepe, amikor a falusi és a környékbeli zsidók a kántor- és metszőválasztásra messziről érkezett vendégekkel együtt a tiszaeszlári zsinagógában gyűltek össze. Az eredménytelen keresés után elterjedt a szóbeszéd, hogy Esztert megölték a zsidók. Édesanyja, Solymosi Jánosné Jakab Mária feljelentést is tett ellenük április 3-án Farkas Gábor községi bírónál, majd április 4-én Jármy Jenő tiszalöki főszolgabírónál, de a hatóságok csak a lány országos körözését rendelték el.
Április végén Scharf Samu, a zsidó templomszolga Scharf József négyéves kisfia arról kezdett beszélni, hogy az eltűnt lányt egy sakter ölte meg, a fiú apja és bátyja, Scharf Móric segítségével. Május 4-én Solymosi Jánosné erre hivatkozva ismét vizsgálatot követelt a zsidók ellen; a nyíregyházi törvényszék Bary József aljegyzőt jelölte ki vizsgálóbíróul. Bary május 19-én Tiszaeszlárra utazott, letartóztatta Scharf Józsefet és feleségét, és megkezdte a falubeliek kihallgatását. Feljegyezte, hogy friss ásás nyomait látta a zsinagóga közelében, és hogy a falubeliek vallomása szerint Eszter eltűnése napján késő estig világosság és jövés-menés volt a zsinagógában, amire máskor nem volt példa. Egyes szomszédok utólag arra is emlékezni véltek, hogy női sikolyt hallottak a gyilkosság napján.[forrás?]

## Scharf Móric vallomása

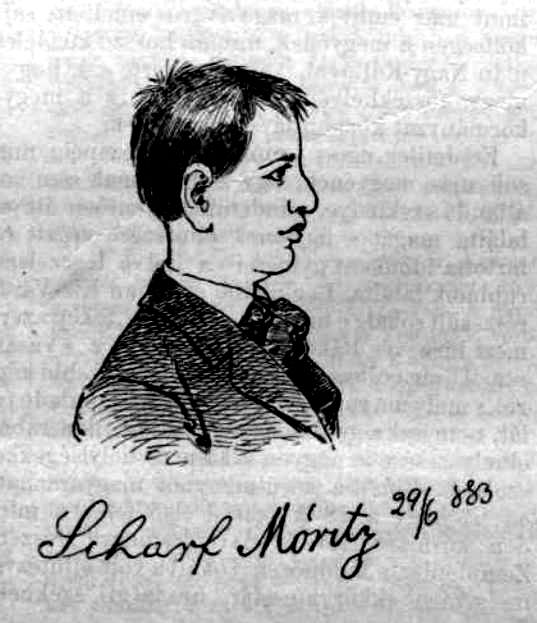
Scharf Móric korabeli portréja (Vasárnapi Ujság, 1883. július 8.)

Bary 19-én este Recsky András csendbiztossal a nyíregyházi ügyészségre küldte Scharf Móricot; velük tartott Péczely Kálmán törvényszéki írnok is. Éjszakára megszálltak Recsky tiszanagyfalui lakásán. Hogy ott mi történt, nem derült ki egyértelműen, de másnap Móric beismerő vallomást tett. Később a védelem azt állította, hogy Recsky és a korábban szerelemféltésből elkövetett gyilkosságért már börtönbe zárt Péczely tanította be a fenyegetéssel és veréssel kényszerített fiúnak a vallomást; felnőttkori visszaemlékezésében maga Móric is megerősítette ezt, noha ennek a visszaemlékezésnek a hitelessége kérdéses.
Vallomása szerint apja a szombat reggeli istentisztelet után behívta az arra járó Esztert, hogy segítsen levenni a gyertyatartókat (ami a zsidóknak szombaton tilos volt). Ezután egy Hermann Wollner nevű zsidó vándorkoldus, aki a házukban kapott szállást, a zsinagógába vitte a lányt, ahol a három ott tartózkodó sakter, Buxbaum Ábrahám, Braun Lipót és Schwarz Salamon elvágta a nyakát, és a vérét egy edénybe gyűjtötték. Ezután a holttestet újra felöltöztették, és a nyakát rongyba bugyolálták Lustig Sámuel, Braun Ábrahám, Weiszstein Lázár és Jünger Adolf jelenlétében. Móric – vallomása szerint – mindezt a kulcslyukon keresztül látta. A későbbi helyszíni szemlék során Móricnak mozdulatról mozdulatra tudósítania kellett a kulcslyukon keresztül a bent történteket.
Recsky ezután üzent Barynak, aki még aznap éjjel Tiszanagyfalura utazott. Móric megismételte előtte a vallomását, melynek alapján tizenkét zsidót letartóztattak. Recsky átvizsgáltatta a zsinagóga és a sírok környékét, de nem találta nyomát a holttestnek. Móricot gyanúsítottból koronatanúvá minősítették, és szülei előzetes letartóztatása miatt gyámság alá helyezték.

## Az antiszemitizmus felerősödése
Az antiszemita érzelműek hamar meglátták a lehetőséget az esetben. Már május 20-án, Scharf Móric vallomástétele előtt megjelent a Magyar Állam című lapban Adamovics József tiszaeszlári plébános levele, amelyben felelevenítette a korábbi vérvádeseteket, és felfestette a Solymosi Esztert rituálisan feláldozó zsidók képét.[forrás?] A magyar antiszemitizmus vezéralakjai, Ónody Géza és Istóczy Győző pár nap múlva a parlamentben is megismételték a vádakat, és a Tiszaeszláron megvádoltakat az egész zsidósággal azonosították. Ónody tiszaeszlári birtokosként a nyomozásban is részt vett. A vádak gyorsan terjedtek, annak ellenére, hogy Tisza Kálmán miniszterelnök július 1-jén utasította a rendőrséget az antiszemita röplapok lefoglalására. Hatásukra zavargások törtek ki számos helységben, többek között Nagyszombatban, Pozsonyszentgyörgyön, Szenicén és Pápán. A lassan vérvádspecialistává avanzsáló Ónody megkezdte egy, a vérvádakkal és a tiszaeszlári esettel foglalkozó könyv kidolgozását.

## A tiszadadai holttest
Június 18-án tutajosok egy fiatal nő holttestét találták meg a Tisza partján, Tiszadada közelében (tehát Tiszaeszlárhoz képest a Tisza folyásirányában, jó tíz kilométerrel lejjebb). A halott olyan ruhákat viselt, mint amiket eltűnése idején Solymosi Eszter is; a helyi orvos 14 évesnek becsülte és a nyaka sértetlen volt. 

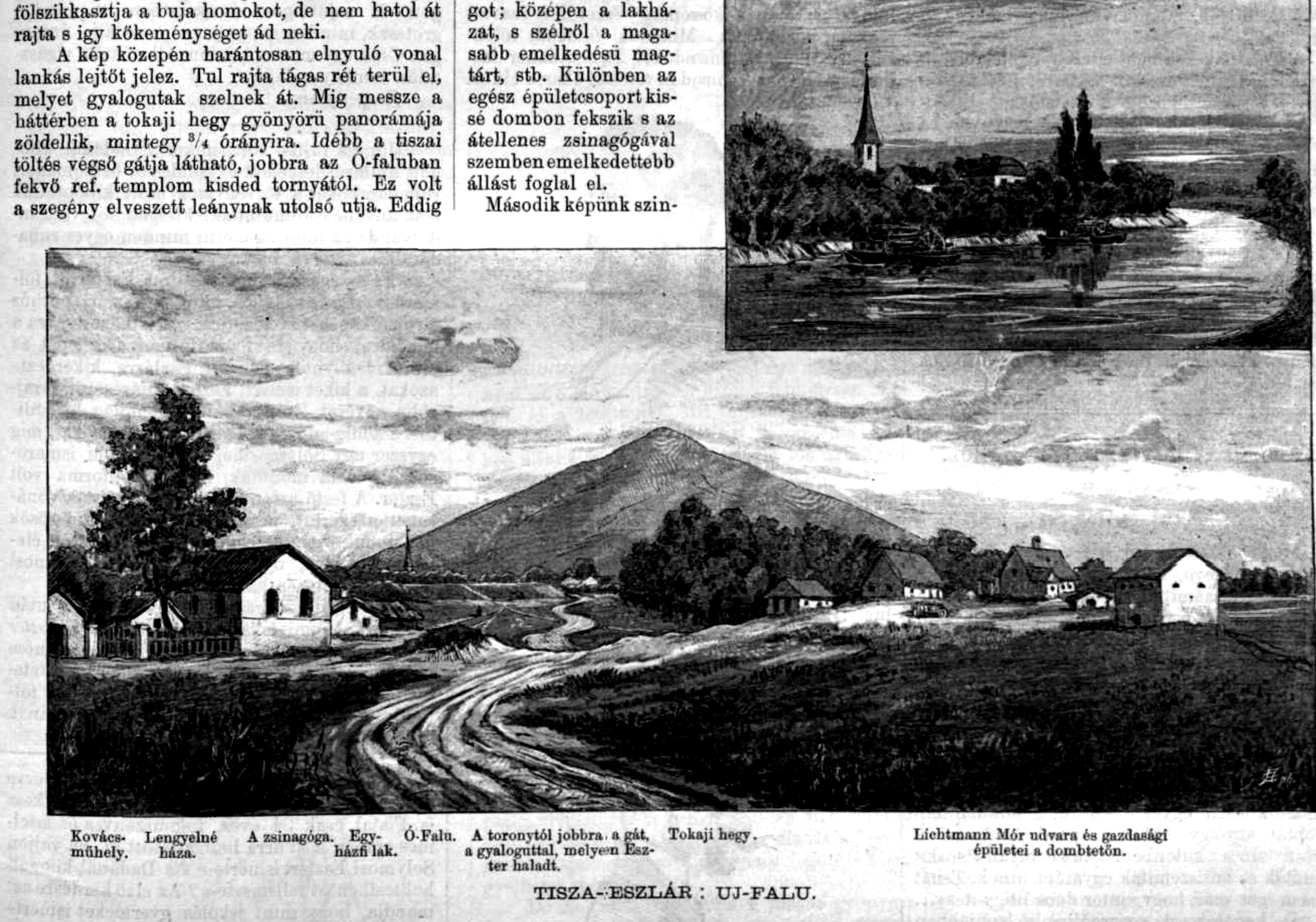
1883-ban, Ábrányi Lajos kiküldött grafikusként tudósított helyszíni képriportok formájában a tiszaeszlári per eseményeiről a Vasárnapi Ujság 1883. évi 28. számában

A rögtönzött halottszemlén a tömegből kiszólított falubeliek a lemeztelenített holttestben Solymosi Esztert vélték felismerni, viszont az édesanya, Solymosi Gáborné és annak húga, akik legjobban ismerték őt, tagadták, hogy Eszter lenne a halott. A három szakértőből álló rögtönzött orvosi bizottság megállapította, hogy a halott 10-24 éves volt, és 8-10 nappal korábban hunyt el.[forrás?] A következő nap tartott halottszemlén már senki nem ismerte fel a testet. A tetemet ezután eltemették.
(Később számos szabálytalanságot vetettek Bary aljegyző szemére: nem idézte fő tanúját, Scharf Móricot a halottszemlére, sem a boltost, aki utoljára látta Esztert élve; nem vette pontosan jegyzőkönyvbe az első nap a holttestet Eszterrel azonosítók szavait; nem részletezte, milyen állapotban volt a holttest; nem vizsgáltatta meg azt a pontot, ahol Eszter különös ismertetőjele, egy fél évvel korábbi tehéntaposás nyoma volt található, sőt hozzájárult, hogy súrolókefével tisztítsák le a testet, ami eltüntethette a nyomot. Azzal is megvádolták, hogy szándékosan manipulálta a második napi szemle menetét, oly módon, hogy a zsinagóga szomszédságában tartotta azt, és előítéleteinek megfelelően válogatta meg, kit engedjenek a halotthoz.)
Bary azt feltételezte, hogy a zsidók egy másik nő holttestét öltöztették Eszter ruháiba, s felmentésük érdekében megszervezték a már nem egyértelműen azonosítható halottnak a hatóságok kezére juttatását. Utasítására letartóztatták a test megtalálását bejelentő tutajosokat; kettejükből, Matej Ignácból és Herskó Dávidból – a védelem szerint napokon át tartó vallatással, fenyegetésekkel és veréssel – beismerő vallomást is kicsikartak, mely szerint ők pénzért vállalták a tetem beöltöztetését és leszállítását. Vallomásuk alapján letartóztattak egy újabb tutajost, Smilovics Jankelt; hatnapos „megdolgozás” után ő is vallott, eszerint két tiszaeszlári zsidó, Grósz Márton és Klein Ignác adta nekik a holttestet. A további vallatás nem járt eredménnyel. [forrás?]

## Vádemelés

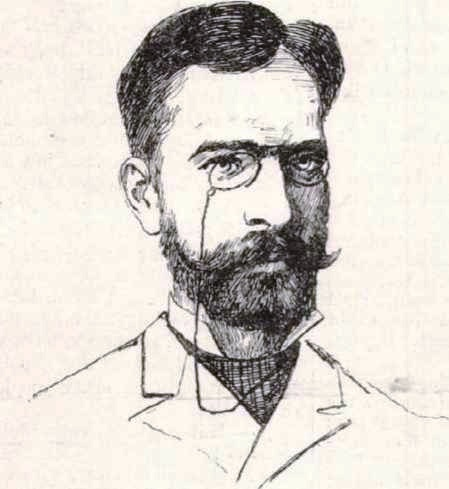
Bary József vizsgálóbíró. A tiszaeszlári vérvád tárgyalása. Ábrányi Lajos rajza
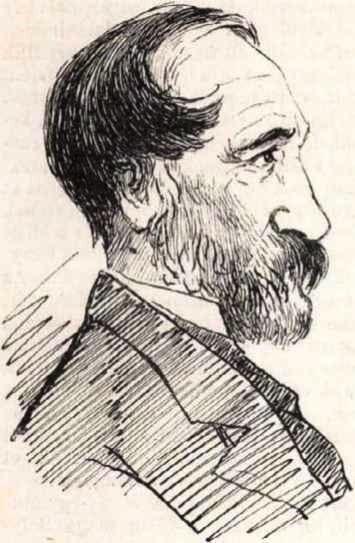
Gruden Ernő szavazatbíró. A tiszaeszlári vérvád tárgyalása. Ábrányi Lajos rajza
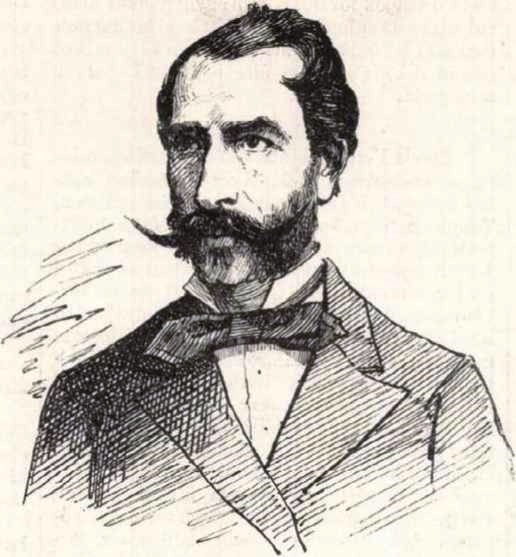
Kornis Ferenc, a Nyíregyházi Királyi Törvényszék elnöke. A tiszaeszlári vérvád tárgyalása. Ábrányi Lajos rajza
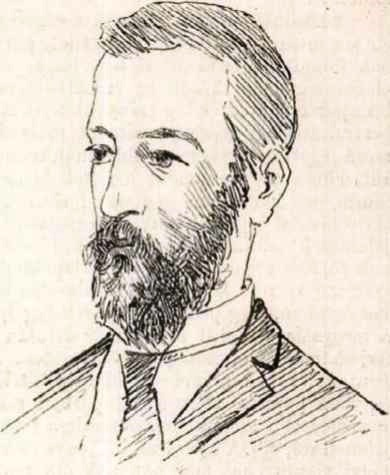
Russu Gusztáv előadóbíró. A tiszaeszlári vérvád tárgyalása. Ábrányi Lajos rajza
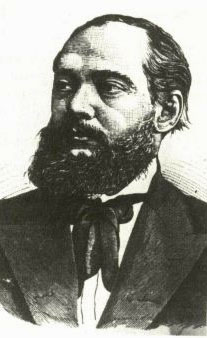
Eötvös Károly ügyvéd

Tizenöt személy ellen indított eljárást, előzetes letartóztatásba helyezésük mellett, majd nyújtott be velük szemben vádiratot a Királyi Ügyészség, mint vádhatóság a Nyíregyházi Törvényszékre, egy év múltán, 1883. április 14-én.
Közülük Schwarz Salamont, Buxbaum Ábrahámot, Braun Lipótot és Wollner Hermannt gyilkossággal, Scharf Józsefet, Junger Adolfot, Braun Ábrahámot, Lusztig Sámuelt, Weiszstein Lázárt és Taub Emmánuelt gyilkosságban való bűnrészességgel, Vogel Anzelmet, Smilovits Jakabot, Herskó Dávidot, Grosz Mártont és Klein Ignácot pedig bűnpártolással és a holttest elrejtésével vádolták. Matej Ignácot, aki a gyanúsítottak közül egyedül nem volt zsidó, az eljárás folyamán tanúvá minősítették át.

## A holttest exhumálása
1882. szeptember közepén a védők indítványára a holttestet exhumálták és felboncolták a budapesti egyetem kirendelt tanárai: Scheuthauer Gusztáv, Belky János és Mihalkovics Géza professzor. A korábbi, vidéki orvosokból álló bizottság véleményét tudománytalannak és valótlannak minősítették, ezt a véleményüket később a törvényszéki tárgyaláson is megerősítették. A szakértő tanárok a holttestet már felbomlott állapotban találták, így számos tényt nem tudtak tisztázni, azt viszont megállapították, hogy a holttest nyaka ép, így a nyakelvágás mint a halál oka kizárható. A bíróság ítéletének indoklása szerint a megtalált holttest azonossága Solymosi Eszterrel kétséges volt, ezért nem fogadta el azt bizonyítéknak a vádlottak felmentéséhez.

## A per
A megvádoltak védelmét Eötvös Károly képviselő és ügyvéd vállalta el, szembeszállva saját pártja, a Függetlenségi Párt ellenzésével. Védőtársai Funták Sándor, Friedmann Bernát és Székely Miksa voltak. A „tiszaeszlári” per Nyíregyházán 1883. június 20-tól augusztus 3-ig lefolytatott végtárgyalásán az ügyészi feladatokat Szeyffert Ede királyi főügyészhelyettes látta el, aki alapjában nem hitt a vérvád-babonában, és „sokkal inkább védelmezte, mintsem vádolta a gyanúsítottakat”, július 27-i vádbeszédében maga is a vádlottak felmentését indítványozta. Eötvös híres, hétórás védőbeszéde július 30-án reggel háromnegyed 9-től délután 4 óráig tartott. A védelem álláspontja szerint a megtalált holttest valóban Solymosi Eszteré, aki, elsősorban gazdája, Huriné kíméletlen bánásmódja miatt életén elkeseredve nekiment a Tiszának, miután Huriné boltba küldte festékért, rossz festéket hozott, Huriné pedig visszaküldte a lányt. E verzióval szemben is merültek fel ellentmondások. Így nem volt kézzelfogható bizonyíték arra, hogy Huriné éheztette a lányt, valamint az is életszerűtlennek tűnt, hogy a lány öngyilkossága előtt azzal foglalatoskodott volna, hogy a festéket tartalmazó kendőt olyan erősen a karjához kösse, hogy az még több, mint száz nap elteltével is ott legyen a – másik verzió szerint utólag beöltöztetett – holttesten.
A fiatal Mikszáth Kálmán a Pesti Hírlap tudósítójaként a helyszínen végigkövette a tárgyalást, komoly oknyomozói munkát végezve „megkeresett filoszemitát, antiszemitát, dzsentrit, polgárt és parasztot, és megpróbált elfogulatlanul tudósítani a perről”, melyért az egyik oldal antiszemitának, a másik zsidóvédőnek bélyegezte. Mikszáth, miközben egyértelműen elítélte a kibontakozó általános antiszemitizmust, magában az ügyben a védelem és a vád képviselőit egyaránt elfogultnak ítélte, és bár a vérvád-motivációban nem hitt, maradt benne bizonytalanság: „A sakter-pör hasonlít a felhőkhöz vagy a ködhöz, amelyből ki-ki olyan képet lát, aminőket az ő fantáziája bír kiszínezni magának.”

### Ítélet
A Magyar Királyi Kúria részmegállapításként kimondta: nem állapítható teljes bizonyossággal, hogy a megtalált holttest Solymosi Eszteré, ám összességében, az augusztus 3-án kihirdetett ítéletében kimondta a megvádolt zsidók felmentését.
A fellebbezés után a jogerős felmentő ítéletet 1884. május 10-én hozták meg.

## A per utóhatásai
Az elsőfokú felmentő ítélet hírére zavargások törtek ki szinte minden magyar nagyvárosban, különösen a Dunántúlon. Statárium elrendelésére és a katonaság halálos áldozatot is követelő bevetésére volt szükség a tömeg felszámolásához.
A per és a felmentő ítélet miatt országosan felkorbácsolódott antiszemita érzelmeket kihasználva kezdett szervezőmunkába Istóczy Győző, aminek eredményeként 1883. október 6-án (németországi mintára) megalakult az Országos Antiszemita Párt, ami az 1884-es és 1887-es választásokon is bejutott az Országgyűlésbe.
Tiszaeszláron sokan tartják úgy ma is, hogy a zsidók ölték meg Solymosi Esztert. A történet részévé vált a környék mondavilágának, egyes változataiban a nyaka elvágása helyett az éppen épülő zsinagógába falazták be a lányt.
A szélsőjobboldali legendáriumba a tiszaeszlári per mint a tengerentúli zsidó nagytőke nyomására elhallgatott zsidó bűnügy került be.
Solymosi Eszter síremléke, melyet egy, a megvádolt zsidók bűnösségében ma is hívő spanyolországi magyar házaspár állíttatott, egyfajta antiszemita kegyhellyé vált, halálának évfordulóján a MIÉP-től a Magyar Gárdán át a Magyar Nemzeti Arcvonalig számos szervezet rendszeresen megemlékezik a „bűntényről”.

## A per nemzetközi visszhangja
A tiszaeszlári vérvádper Európa-szerte példátlan felháborodást keltett, nem csupán a zsidóság körében. A magyarokon kívül a külföld legkiválóbb keresztény teológusai is elítélték a pert, amelyet középkori, sőt ókori babonák maradványának neveztek. Közéjük tartozott Hermann L. Strack, a berlini egyetem protestáns hebraistája. Maga Kossuth Lajos is szót emelt Torinóból, s tiltakozásában középkori előítéletnek, Magyarország gyalázatának és a civilizációhoz méltatlannak nevezte a vérvád-ügyet.

## Feldolgozások
- Eötvös Károly: A nagy per I-III. (regény, Révai Testvérek, 1904)
- Krúdy Gyula: A tiszaeszlári Solymosi Eszter (Magyarország, folytatásokban, 1931)
- Sándor Iván: Tiszaeszlár (dráma, bemutatta a Miskolci Nemzeti Színház 1967-ben)[23]
- Verzió (film, 1979); rendező: Erdély Miklós (Beszélgetés Erdély Miklós rendezővel)
- Tutajosok (film, 1989); rendező: Elek Judit
- Fischer Iván A Vörös Tehén (opera, 2013)[23][24]
- Márton László: Hamis tanú (regény, Pesti Kalligram KFT., 2016)